# ブリス・クロテール・オリギ・ンゲマ
ブリス・クロテール・オリギ・ンゲマ（フランス語: Brice Clotaire Oligui Nguema, 1975年3月3日 - ）は、ガボンの軍人、政治家。2023年ガボンクーデター直後に暫定的にガボンの大統領に指名され、2025年に実施された大統領選挙で勝利した。　
かつては横領事件に関与し、麻薬カルテルと関係がある大富豪であることも知られている。
日本のマスメディアでは「オリギ・ヌゲマ」とも表記される。

## 来歴
父はファン人の軍人で将校である。母はテゲ人で、アリー・ボンゴ・オンディンバ元大統領の本拠地でもあるオートオゴウェ州で、母親と一緒に育った。メクネス王立陸軍士官学校で訓練を受けた。ボンゴ大統領の副官を務め、ボンゴとは従兄弟であるとも言われている。モロッコやセネガルのガボン大使館で駐在武官も歴任した。2018年10月、ンゲマはガボンに呼び戻され、フレデリック・ボンゴ大佐の後任として共和国防衛隊の諜報機関、特別総局長を務めた。2019年にはガボン軍防衛隊司令官に任命されている。
2020年の組織犯罪汚職報告プロジェクト（OCCRP）の調査によると、彼は米国内に100万ドル以上相当の不動産をいくつか所有しており、ボンゴ家の海外事業の拡大にも貢献していたことを調査団に問われると、ンゲマは「個人的な事柄」だと答えた。
2023年8月26日に行われた大統領選挙ではボンゴが3選目を果たすが、選挙結果が発表された同月30日、ンゲマがテレビ放送で権力を掌握したことを発表した。同月31日に暫定大統領に指名され、9月4日に就任した。
2025年4月12日に執行された大統領選挙では暫定結果で約9割を得票し、クーデターで解任されたアランクロード・ビリビンゼ前首相（約3％）らを抑え圧勝した。同年5月3日に大統領に就任した。